# Murialdinas de San José
Hermanas Murialdinas de San José es una congregación religiosa femenina católica de derecho pontificio, fundadas por el religioso josefino Luigi Casaril en Turín, Italia, el 7 de noviembre de 1948. Las religiosas de este instituto son conocidas como Murialdinas de San José o simplemente como Murialdinas.

## Historia
El religioso italiano Luigi Casaril, siendo Superior general de la Congregación de San José, quiso fundar según los ideales de Leonardo Murialdo la rama femenina de la congregación, para que sus religiosas se dedicasen a la educación cristiana de las jóvenes obreras en Turín. Con la ayuda de un grupo de mujeres de la Acción Católica de la iglesia de Nuestra Señora de la Salud, de la Arquidiócesis de Turín, y con la aprobación del arzobispo Maurilio Fossati, dio inicio en 1947 a la Congregación de las Hermanas Murialdinas de San José. La primera casa del instituto fue el Santuario del Sagrado Corazón de Rivoli.
Las religiosas hicieron sus primeros votos el 7 de noviembre de 1948, día que la congregación celebra como el día de la fundación. La comunidad se trasladó a San Giuseppe Vesuviano, donde conoció un notable desarrollo. En 1954 se abrió la primera casa fuera de Italia, en Brasil, de donde pasaron a Ecuador en 1960.
La congregación recibió una primera aprobación diocesana el 21 de julio de 1963 y la aprobación pontifica de alabanza el 4 de octubre de 1973.

## Actividades y presencias
Las murialdinas se dedican especialmente a los jóvenes y a las familias, desarrollando su trabajo pastoral en escuelas, centros juveniles y parroquias. En Latinoamérica se dedican también a la pastoral sanitaria en hospitales y ambulatorios.
En 2011, la congregación contaba con unas 141 religiosas y 31 comunidades, presentes en Argentina, Brasil, Chile, Ecuador, Italia y México. La curia general se encuentra en Roma y su actual Superiora general es la religiosa italiana Orsola Bartolotto.